# 高橋正彦
高橋 正彦（たかはし まさひこ、1931年（昭和6年）12月23日 - 2004年（平成16年）1月7日）は、日本の歴史学者、古文書学者、書家。慶應義塾大学名誉教授。
東京都出身。

## 経歴
- 1958年3月 - 慶應義塾大学文学部研究科修士課程を卒業。
- 在学中から歴史学の今宮新、古文書学の伊木壽一、書道の西川寧の三教授を深く敬愛する。
- 1958年 - 慶應義塾大学副手
- 1961年 - 慶應義塾大学助手
- 1967年 - 慶應義塾大学専任講師
- 1971年 - 慶應義塾大学助教授
- 1975年 - 慶應義塾大学教授
- 1975年 - 日本古文書学会理事・評議員
- 1993年 - 日本古文書学会会長
- 1995年-1996年 - 三田史学会会長
- 1997年 - 慶應義塾大学名誉教授

## 編著書・出典
- 詠心抒情 旭屋書店、1968
- 書道 : 中国と日本の書の流れ 慶応通信、1977
- 古文書選 : 慶応義塾所蔵1 高橋正彦 編 慶応通信、1978
- 日本古文書学講座1 (総論編) 雄山閣出版、1978 ISBN 4639003560
- 日本古文書学講座4 高橋正彦、上島有、田代脩、柴辻俊六、永島福太郎、田中稔、飯倉晴武 雄山閣、1980
- 古文書選 : 慶応義塾所蔵2 高橋正彦 編 慶応通信、1980
- 古文書選 : 慶応義塾所蔵3 高橋正彦 編 慶応通信、1981.10
- 古文書選 : 慶応義塾所蔵4 高橋正彦 編 慶応通信、1983
- 大工頭中井家文書 高橋正彦 編 慶応通信、1983
- 史料日本史中世篇 高橋正彦 編 慶応通信、1995
- 史料日本史中世篇 高橋正彦 編 慶応通信、1995
- 今日の古文書学第3巻 高橋正彦 ほか編 雄山閣出版、2000 ISBN 4-639-01666-2